# 豐基秦氏
豐基秦氏（韓語：풍기 진씨），朝鮮人氏族之一。本貫是韓國慶尚北道榮州市。2000年時調査有11046人。
始祖是唐高宗時期兵部侍郞秦弼明，在660年與大司馬大將軍蘇定方與新羅聯攻百濟，戰後歸化定居新羅。